# Carex membranacea
Carex membranacea är en halvgräsart som beskrevs av William Jackson Hooker. Carex membranacea ingår i släktet starrar, och familjen halvgräs. Inga underarter finns listade i Catalogue of Life.